# La Zowi
Zoe Jeanneau Canto (París, 10 de abril de 1993), conocida artísticamente como la Zowi, es una cantante y compositora española-francesa de trap y reguetón.

## Biografía
Zoe Jeanneau Canto nació en París y creció en Granada. Ha vivido en varias ciudades europeas: Granada, Jaén, Marbella, Marsella, Londres, Barcelona y Madrid. Es hija de artistas, su padre es Patrice Jean Marcel Jeanneau, guitarrista de flamenco conocido como El Yerbita. Su madre nació en Argelia y es poetisa.
A los 4 años se mudó desde París a Granada. Vivió gran parte de su vida en Granada en el barrio del Albaicín. Sus padres se movian mucho así que no estaba fija en una ciudad. Cuenta que desde pequeña ha estado relacionada con el mundo del arte. A los 3 años se subió por primera vez a un escenario junto a su padre. Por su casa pasaron figuras del mundo del flamenco como la familia Morente, El Torta o Los Habichuelas.
Creció entre el Albaicín y el Realejo de Granada. Zoe se independizó a los 16 años continuando sus estudios hasta completar el Bachillerato y accedió a la universidad estudiando el primer año de Ciencias de la comunicación pero no llegó a completarlo.[cita requerida]
Desde pequeña es amiga de los que posteriormente se harían llamar Kefta Boyz, un colectivo en el que estaban artistas de trap como Yung Beef, Khaled, El Mini o Hakim. Con ellos se mudaría a Marsella, Londres y Barcelona.

## Trayectoria

### Inicios
Empezó a componer con Kefta Boyz. Aunque en estos tiempos no se planteaba hacer música, en 2013 publicó su primer tema, «Raxeta», grabado con  Steve Lean y Bea Pelea y publicado en SoundCloud en el canal de PXXR GVNG, bajo el nombre del grupo. La palabra "raxeta" es una adaptación de la palabra inglesa ratchet, una palabra de slang que se usaba para referirse despectivamente a las mujeres de clase baja que visten de forma llamativa. En 2016 la artista declaró: «Una 'ratchet' es alguien como yo, que combina ropa del Bershka con imitaciones de marcas caras y que, como se siente excluida del sistema, se preocupa más por tener las uñas bien hechas que por votar en las elecciones».
Se trasladó junto a PXXR GVNG a Barcelona, donde vivió junto Bea Pelea y continuó colaborando en segundo plano con el grupo, apareciendo en sus videoclips sin sacar más música propia. En 2015 colabora en la mixtape Pesi The Mixtape de El Mini con «Thottie of The Year» y «No Money Makes Money». En septiembre se publicó su primer videoclip y el primer sencillo a su nombre, «Baby Come'N Get It», en la que volvía a hacer un uso prominente del Auto-Tune.

### Salto a la fama
En 2016 La Zowi Puta comenzó a sacar música de forma regular y aumentó su popularidad en la escena de la música urbana en España con canciones como «Oye Papi» (con Bea Pelea y Ms Nina), «Obra de Arte», «Mi Chulo» y «Random Hoe». En un momento de aumento de la presencia mediática del trap español, distintos medios hicieron referencia al contenido de empoderamiento femenino de sus letras y su papel como mujer dentro de la escena.[cita requerida]
En 2017 La Zowi Puta publicó «Tu o Yo» y «Bitch te Quemas», y en 2018 «Llámame» y «Bitch Mode», que fue viral en Youtube. En esta época comienza a colaborar con el productor Mark Luva, quien se convirtió en uno de sus colaboradores más habituales. En 2018 publicó su primera mixtape, titulada Ama de casa, a través de La vendicion records, con la colaboración de los cantantes Albany, Flynt Hustle, Goa y productores como Steve Lean, DP Beats y Pochi. De ella se extrajeron los sencillos «Putas» y «No Lo Ves».
En 2019 publica «Pussy Poppin» junto a La Goony Chonga, y nuevas colaboraciones con artistas como Bea Pelea, Florentino, Pablo Chill-E y Yung Beef. Con este publicó el sencillo «Empezar de cero», que fue número 1 en Youtube España. También colaboró en otros dos temas de su disco Perreo de la Muerte 2.

### Élite, colaboraciones yLa Reina Del Sur
En 2020, publicó su álbum Élite y la presentó en el programa La resistencia. El álbum sigue como línea conceptual la trayectoria de la vida de la cantante, de ser considerada una «Fulana» a «Boss», debido a su ascenso en popularidad y reconocimiento. El álbum cuenta con producciones de Paul Marmota, Zora Jones, Jam City, Mark Luva entre otros. Ese mismo año, hizo un cameo en el primer episodio de la serie Veneno, interpretando a Sonia Monroy.
En verano de 2020 publicó dos de sus mayores éxitos en plataformas, las colaboraciones «Sugar Mami» (con Albany) y «Smartphone» (con Soto Asa, incluida en su álbum Coupé). Ese año interpretaron una versión de la canción en una "Gallery session".El año siguiente publicó los sencillos «Matrix» y «Terapia de Choque», y en 2022 actuó y coordinó la Boiler Room Session celebrada en Granada.En paralelo, sacó colaboraciones con Namasenda, LYZZA, Ms Nina, Kaydy Cain o Leïti Sene.
En 2023 publicó «Bitch Feka» y «La 9», sencillos de su álbum La Reina Del Sur, que se lanzó ese año. El disco contó con colaboraciones con Soto Asa o Harry Nach, y productores como Lex Luger, King Doudou, Pipo Beatz o Mark Luva. El disco tiene sonidos principalmente trap, con presencia de algunos temas de reguetón y flamenco urbano y un tema íntegramente en francés. La dirección creativa del arte en el disco estuvo a cargo de la diseñadora Sita Abellán y La Zowi.
Además de su faceta como cantante, participó como modelo para promocionar el sello discográfico La Vendición Records en el que publica sus canciones. En 2018 posó para un calendario del equipo madrileño Naranjo-Etxeberría inspirado en los calendarios eróticos.

## Estilo musical e influencias
Los temas de sus letras son las habituales en el género trap: drogas, dinero, marcas de lujo y vida rockstar aunque también toca temas más profundos como el amor libre, el desamor, el empoderamiento femenino, libertad sexual o la tristeza. Su punchline característico es «La Zowi puta». En varias entrevistas ha expresado que no le gusta su voz.
En una de sus primeras entrevistas, con WAG1 Magazine en 2016, La Zowi definió lo que para ella era el trap, movimiento viral de ese año. Según lo que la artista comentó, el trap es «dinero y droga» pero también una forma de empoderar a la mujer.
Ella dice sobre el flamenco: «ha sido mi entorno y mi forma de vida. También la música africana se ha convertido en la base de mis referencias».
A su vez ha declarado que Young Thug es uno de los raperos que más le ha influenciado junto con Hurricane G, Lil' Kim, Missy Elliott, Nicki Minaj,  o Cardi B. En su faceta de cantante de reguetón, también ha sido influenciada por artistas como Ivy Queen,  o Héctor el Father .[cita requerida]

### Feminismo
En enero de 2019, David Broncano la entrevistó en el programa de televisión La resistencia. La entrevista causó una reacción polémica en las redes sociales, especialmente a través de Twitter donde fue trending topic en España. Unos días más tarde, Yolanda Domínguez publicó en el Huffington Post un artículo titulado «¿Es La Zowi un icono feminista?» criticando el feminismo proclamado por la cantante, quien declara que se enfrenta con su música al sexismo de las letras y de muchos artistas masculinos del género.
En una entrevista para INDIE Magazine, La Zowi se describió a sí misma como feminista: «Sí, soy feminista: creo en la igualdad entre mujeres y hombres. Pero realmente no me siento representada por el tipo de feminismo que intenta avergonzar a las mujeres que se sexualizan a sí mismas».En un programa de La Fábrica, La Zowi afirmó no entender a las feministas que no aceptan al colectivo trans.
La Zowi ha declarado varias veces que el uso de «puta», «bitch» o «hoe» hace referencia a una actitud y busca reclamar la palabra, en lugar de usarla como algo denigrante. Esta valoración de "puta" como algo positivo buscaría un empoderamiento. En una entrevista con El País declaró: «Nos han llamado putas toda la vida tanto a las mujeres como a la comunidad LGBT, incluidos hombres, por cosas que no se pueden juzgar». De esta forma, considera que sin pretenderlo hace un trabajo rompedor de esquemas establecidos en pos del movimiento feminista.

## Vida privada
La Zowi tiene un hijo llamado Romeo con Yung Beef, cantante del grupo PXXR GVNG con el que tuvo una relación amorosa desde adolescentes.

## Discografía

### Álbumes de estudio y mixtapes
| Título           | Detalles | Lista de canciones | Listas |
| Título           | Detalles | Lista de canciones | ESP    |
| ---------------- | --- | --- | ------ |
| Ama de casa      | - Lanzamiento: 2018 - Discográfica: La Vendición - Formato: Streaming, descarga digital                                               | 1. Putas (con Flynt Hustle) 2. No Lo Ves 3. Oscuro 4. Lo Siento (con Goa) 5. Trust No B*tch 6. Si Te Pillo (con Albany) | ―      |
| Élite            | - Lanzamiento: 2020 - Discográfica: La Vendición - Formato: Álbum en Streaming                                                        | 1. Fulana 2. Gogó 3. Boss B*tch 4. Drug Dealer 5. Phonecall 6. Full Time 7. Armani Fucsia 8. Filet Mignon 9. Boss (con Pablo Chill-E) | 41     |
| La Reina Del Sur | - Lanzamiento: 2023 - Discográfica: La Vendición - Formato: Álbum en streaming                                                        | 1. Make Up 2. Chapiadora 3. Contarte (con Soto Asa) 4. Bobo 5. B*tch Feka (prod. Lex Luger) 6. Lokita 7. Hoes Dinner (con Mariahlynn) 8. De la Calle 9. Tu Mamá 10. Chill 11. Bebé 12. Portarse Mal 13. La 9 14. Yo lo pongo loco (prod. Leo RD) 15. Chile TK (con Harry Nach, Marcianeke, ITHAN NY, Galee Galee) | 54     |
| Pussy Taste      | - Lanzamiento: 2024 - Discográfica: Independiente, distribuido en exclusiva por Virgin Music Group - Formato: EP en streaming, vinilo | 1. INTRO 2. ORGASM 3. MIS PUTAS LO MUEVEN PT1 4. MIS PUTAS LO MUEVEN PT2 5. NO ME HABLES 6. PRIMARK 7. CULO SHAKE (prod. Zora Jones) | 54     |

### Sencillos

#### Como artista principal
- Raxeta (como PXXR GVNG) (2013).
- Baby Come 'N Get It (2015).
- Mi Chulo (con Lorena B) (2016).
- Obra De Arte (2016).
- Random Hoe (2016).
- Tú o Yo (2017).
- High (con Jihan) (2017).
- Money Hoe (prod. Zora Jones) (2017).
- Bitch Te Quemas (2017).
- Llámame (2018).
- Bitch Mode (2018).
- Oscuro (2019).
- Pussy Poppin (con La Goony Chonga) (2019).
- Empezar de Cero (con Yung Beef) (2019).
- Trafikantes (con Bea Pelea, prod. Florentino) (2019).
- Boss (con Pablo Chill-E) (2019).
- Filet Mignon (2020).
- Sugar Mami (con Albany, prod. Pipo Beatz) (2020) ( PROMUSICAE: Oro ).[29]
- Indecente (con Goa, prod. Mark Luva) (2020).
- Nada (2020).
- Sin Modales (2021).
- Matrix (2021).
- Tutoto (con Harry Nach y prod. Pipo Beatz) (2021).
- Terapia De Choque (2022).
- Bitch Feka (prod. Lex Luger) (2023).
- La 9 (2023).
- Chill (2023).
- DURO (con Mariah Angeliq) (2024).
- ORGASM (2024).
- MIS PUTAS LO MUEVEN PT2 (2024).
- NO ME HABLES (Nick León REMIX) (prod. Nick León) (2024).
- Delito (con Yassir) (2024).
- ORGASM (ADRIÁN MILLS & SELECTA Remix) (prod. Adrián Mills y Selecta) (2025).
- Lunytunes (2025).
- THOR (2025).

#### Como artista invitada
- Oye Papi (con Bea Pelea y Ms Nina) (2016).
- La Chismoteka (con La Goony Chonga) (2017).
- Dimensión (con La Goony Chonga) (2019).
- Pla Pla Pla (con Javielito) (2021).
- De To' (con Almácor, Chimbala, Jheyzell, Luigi 21 Plus y Richy West) (2021).
- Mi Mejor Amiga (con Bea Pelea) (2021).
- Demonic (con Namasenda) (2021).
- Dolce & Gabanna (con Gallagher) (2021).
- Deserve It (con LYZZA) (2022).
- Ch*ngon (con El High, Kaydy Cain, Pekeño 77 y Jowell) (2022).
- Ping Pong (con Kaydy Cain y Kabasaki) (2022) ( PROMUSICAE: Oro ).[30]
- Revolea (con Ms Nina, TAICHU y Ebhoni) (2022).
- APOCALIPSI (con Leïti Sene) (2022).
- Exotica (con Pablo Chill-E) (2023).
- Baja' Panty (con Richy West y FRANFUSION) (2023).
- Ya Fue (con Pipo Beatz) (2023).
- Ghetto Confeti (con Gloosito) (2024).
- Mob Wibes (con Jedet) (2024).
- ORGASM (BELZE REMIX) (con BELZE) (2024).
- PIRLO (con Aissa) (2024).
- Ya lo sé (con C.R.O) (2024).
- CVNT (con TAICHU) (2024).
- HOT (Gimme More) (con Samantha Hudson) (2025).
- PROTEIN SHAKE (con EAZYBOI) (2025).
- Oye Mami (con Bea Pelea y Ms Nina) (2025).

#### Apariciones especiales
- No Money Makes Money (con El Mini) (2015).
- Thotie Of The Year (con El Mini) (2015).
- Puta (con El Mini) (2016).
- Intro al Perreo (con Yung Beef, La Goony Chonga, Kaydy Cain, Javielito, Albany y Kiid Favelas) (2019).
- Luna Llena (con Yung Beef y Pipo Beatz) (2019).
- Dios puede perdonarte (con Soto Asa) (2019).
- Te Miento (con Paul Marmota) (2020).
- Matame (con Yung Beef, Goa, Papi Trujillo, Kiid Favelas, Paul Marmota, Faberoa y Albany) (2020).
- Puta - Remix (con Alex Fatt) (2020).
- Bye Bye (con Pochi y OldPurp) (2020).
- Smartphone (con Soto Asa) (2020) ( PROMUSICAE: Platino ).[31]
- El Último En El Infierno (con Goa) (2021).
- Smartphone (Remix) (con Soto Asa y rjmussic) (2023).
- Jermu (con La Joaqui) (2023).
- YO TENGO UN NOVIO (con Lola Índigo) (2023) (#17 en España por PROMUSICAE y Oro ).[32]
- Easy (con Kaydy Cain y Dr. Drain) (2023).
- Ghetto Confeti (Fast) (con Gloosito y manueltime) (2024).
- Cryminal (con Soto Asa) (2024).
- Mob Wibes, Pt.2 (con Jedet, Xema Fuentes y BVNKZ) (2024).
- Ponte Clara (con Yomel El Meloso) (2024).
- Dimensión - LSD Mix (con La Goony Chonga) (2024).
- MollyPop (con Jok'Air) (2025).
- El Bicho (con Albany y Benzie) (2025).
- TRAP STAR (con Juicy BAE) (2025).
- sukkKK!! (con Rusowsky) (2025).
- La Païva (con Le Diouck) (2025).

## Filmografía

### Series de televisión
| Año  | Serie  | Canal               | Personaje    | Notas      |
| ---- | ------ | ------------------- | ------------ | ---------- |
| 2020 | Veneno | Atresplayer Premium | Sonia Monroy | 1 episodio |

### Programas de televisión
| Año  | Serie               | Canal               | Rol      | Notas      |
| ---- | ------------------- | ------------------- | -------- | ---------- |
| 2019 | La generación       | Playz               | Invitada | 1 episodio |
| 2020 | HEY JOE             | #0                  | Invitada | 1 episodio |
| 2021 | Hoy No Se Sale      | Ubeat               | Invitada | 1 episodio |
| 2022 | Drag Race España    | Atresplayer Premium | Jurado   | 1 episodio |
| 2024 | The Reality Mixtape | RTVE Play           | Invitada | 1 episodio |

### Documentales
| Año  | Serie            | Canal          |
| ---- | ---------------- | -------------- |
| 2024 | Lola Índigo: GRX | Movistar Plus+ |

### Videos musicales
| Año  | Título          | Artista(s)               | Director         | Ref.   |
| ---- | --------------- | ------------------------ | ---------------- | ------ |
| 2023 | «GUCCI GREMLIN» | ITHAN NY y Pablo Chill-E | Spamchito y Odak | [ 33 ] |
| 2025 | «MOJA1TA»       | Lola Índigo              | Willy Rodriguez  | [ 34 ] |